# لیگ برتر بسکتبال زنان ایران ۱۳۹۳
لیگ برتر بسکتبال زنان ایران ۱۳۹۳ سیزدهمین دورهٔ لیگ برتر بسکتبال زنان ایران بود که در با نام سوپرلیگ A از مهرماه تا اسفندماه ۱۳۹۳ برگزار شد. مرحله مقدماتی در دو گروه برگزار شد که تیم‌های شرکت کننده در آن عبارتند از:
گروه A: آرارات، شرکت ملی گاز تهران، هیئت بسکتبال کرمانشاه، بال شیراز، ذوب‌آهن اصفهان، کیا گالری تهران
گروه B: شهرداری بندرعباس، کوشا سپهر سبلان، وحدت آریا تهران،‌ شهدای فاو گرگان، استیل البرز تهران، خانه بسکتبال مشهد
از هر گروه ۴ تیم به مرحله پلی‌آف صعود کردند که در این مرحله تیم‌های آرارات و کوشا سپهر سبلان، شرکت ملی گاز تهران و خانه بسکتبال مشهد، شهرداری بندرعباس و شهدای فاو گرگان، ذوب‌آهن اصفهان و استیل البرز در مقابل هم قرار گرفتند و ۴ تیم پیروز به مرحله نهایی راه یافتند.
در مرحله نهایی این مسابقات چهار تیم آرارات، گاز تهران، شهرداری بندرعباس، ذوب‌آهن اصفهان به صورت رفت و برگشت با یکدیگر مسابقه دادند که در پایان تیم آرارات به قهرمانی رسید. تیم گاز تهران با واگذاری مسابقه پایانی به تیم آرارات به نایب قهرمانی رسید و در پایان تهمینه فراتی بازیکن این تیم از ورزش حرفه‌ای خداحافظی کرد. رقابت‌های تعیین مقام‌های پنجم تا هشتم مسابقات سوپر لیگ A نیز طی روزهای ۸ تا ۱۰ بهمن ماه به میزبانی کوشا سپهر سبلان در تهران برگزار شد.

## رده‌بندی پایانی
| رتبه | تیم               | امتیاز |
| ---- | ----------------- | ------ |
| ۱    | آرارات            |        |
| ۲    | گاز تهران         |        |
| ۳    | شهرداری بندرعباس  |        |
| ۴    | ذوب‌آهن اصفهان     |        |
| ۵    | کوشا سپهر سبلان   |        |
| ۶    | استیل البرز       |        |
| ۷    | شهدای فاو گرگان   |        |
| ۸    | خانه بسکتبال مشهد |        |

## ترکیب تیم‌های برتر
اسامی بازیکنان و کادر فنی تیم قهرمان آرارات عبارت است از: پولین یوسفی، ملانیا آقاجانیان، وانه خچومیان، پرنی آراکلیان، آیرین آرتوونیان، ملانی اسماعیلیان، آینا گوکووا (از ترکیه)، نارینه آرتاشیان، وانا موساخانیان، گایانه عزیزیان، ادنا عیساییان. سرمربی: شایسته متشارایی و مربی: بهارک زرین‌قبا.
اسامی بازیکنان و کادر فنی تیم نایب قهرمان گاز تهران عبارت است از:
گلاره کاکاوندپور، دلارام وکیلی، سعیده علی، آزاده‌سادات معینی، تهمینه فراتی، موناسادات بهبهانی، فرزانه فروتن‌فرد، زهرا زمانی‌نژاد، غزال فرمیهنی، گلشید امیدیان، سحر نجفی و سمانه ثابت‌زاده. سرمربی: فرانک طیاری، مربی: آرپی گالوسیان، مربی: اکرم شعله رسا.
اسامی بازیکنان و کادر فنی تیم سوم شهرداری بندرعباس عبارت است از:
اسما حیدری‌پور، مژگان خدادادی، مهسا پورانداخ، مرضیه تندرو، محبوبه مدارایی، مرضیه فرهادی، المیرا اربابی‌نژاد، آذردخت منزوی-نمازی، فاطمه دشتی-حاجی‌پور، الکساندرا بگنیسیچ (بوسنی و هرزگوین)، انیس مرادی. سرمربی: رضوان باقری، کمک مربی: هنگامه هنگام‌پور.